# نشان نخل آکادمیک
نشان نخل آکادمیک (فرانسوی Order of Palms Academic) یک نشان افتخار ملی است که توسط جمهوری فرانسه به دانشگاهیان و معلمان ممتاز و برای خدمات ارزشمند به دانشگاه‌ها، آموزش و علوم اعطا می‌شود. این نشان ابتدا در سال ۱۸۰۸ توسط امپراتور ناپلئون به‌منظور بزرگداشت و تجلیل از اعضای برجسته دانشگاه پاریس ایجاد شد، در ۴ اکتبر ۱۹۵۵ توسط رئیس‌جمهور رنه کوتی به عنوان نشان لیاقت به شکل فعلی تغییر یافت که آن را به عنوان یکی از قدیمی‌ترین افتخارات مدنی اعطا شده توسط جمهوری فرانسه تبدیل کرد.

## تاریخ

### نشان
نشان نخل آکادمیک امروزی در ۴ اکتبر ۱۹۵۵ توسط رئیس‌جمهور رنه کوتی تأسیس شد. در سال ۱۹۶۳ نظام نشان‌های فرانسه توسط رئیس‌جمهور شارل دوگل اصلاح شد. تعدادی از به اصطلاح «نشان‌های وزیرانه» در نشان ملی لیاقت ادغام شدند. با این حال، دوگل علاقه‌مند به نشان نخل آکادمیک بود و تصمیم گرفت آن را به عنوان یک نشان جداگانه نگه دارد. از سال ۱۹۵۵، نشان نخل آکادمیک دارای سه درجه است، هر کدام با تعداد ثابت سالانه دریافت کنندگان جدید:
- فرمانده (Commandeur) - نخل طلای ۶۰ میلیمتری که دور آن تاج گل لورن (couronne) قرار دارد وروی گردنبند بسته می‌شود،[۱] محدود به ۲۸۰ تا به‌طور سالانه.[۳]
- افسر (Officier) - نخل طلای ۵۵ میلی‌متری روی روبان پوشیده شده با گل رز در سمت چپ سینه،[۱] محدود به ۱۵۲۳ عدد به‌طور سالانه.[۳]
- شوالیه (Officier) - نخل ۵۰ میلیمتری نقره ای پوشیده شده روی روبان بر روی سینه سمت چپ،[۱] محدود به ۴۵۴۷ تا در سال است.[۳]

## دریافت کنندگان قابل توجه

### دریافت کنندگان فرانسوی
- Monique Adolphe[۴]
- Michel Alaux[۵]
- Pierre Arpaillange
- لوسی اوبراک[۶]
- Jules Benoit-Lévy
- Henri Betti
- فرانسواز راشمول
- Françoise Blime-Dutertre
- Isabelle Bogelot
- Dounia Bouzar
- Alexandre Bouzdine
- آنری بروکار
- Colette Caillat
- Jean-Claude Ferrage
- Flavien Collet[۷]
- ایو کوپنز[۶]
- Patrick Cousot
- Jean Delaire
- Émilie Desjeux
- فردیناند فوش
- Claire Gibault
- Patrick Louis
- Najla Hawly
- Germain Marc'hadour
- Subrata K. Mitra
- مارسل پانیول[۶]
- Pierre Louis Rouillard
- آنری روسو
- Roger Taillibert
- Pauline Thys
- Henriette Tirman
- Marie-Pier Ysser
- Pascal Divanach
- Philippe Zawieja

### دریافت کنندگان خارجی
- احمد سمیعی گیلانی، مترجم، ویراستار، نویسنده و پژوهشگر ایرانی (دریافت بالاترین نشان، کوماندور)[۸][۹]
- گای بنت ، نویسنده و مترجم آمریکایی، استاد دانشکده هنر و طراحی اوتیس
- اوبیلو نگونگو - مربی و کنسر کنیایی از نارکورو
- لئو بناردو، مربی زبان خارجی آمریکایی
- برونو برنارد، استاد و نویسنده بلژیکی در زمینه اخلاق صادرات و تجارت[۱۰]
- میموزا سکا، دستیار آموزش زبان فرانسوی در دانشگاه تتوو، معلم زبان ابتدایی زبان فرانسه در دبستان "LIRIA" - تتوو، و یکی از همکاران آلیانس فرانسه و انستیتو فرانسه در مقدونیه شمالی.
- هربرت کلمون دی لی جونیور، استاد آمریکایی زبان فرانسه در دانشگاه ایلینوی
- لویی دیویس، با نام ایسیدور لویی دواختر در بلژیک متولد شد. بازرگان و بعداً یک نقاش پست امپرسیونیست، او به خاطر اقدامات مدنی در اوایل دهه ۱۹۰۰ مورد افتخار قرار گرفت
- آلن ال. گلدشتاین، بیوشیمی دان آمریکایی و کاشف مشترک تیموسین‌ها
- جین رابرت، مربی آمریکایی و رئیس سابق فدراسیون آلبانس فرانسه ایالات متحده
- ارسکین گوین (۱۸۹۸–۱۹۴۸) ناشر آمریکایی روزنامه Boulevardier پاریس، ۱۹۲۷–۱۹۳۲
- رالف م. هستر، استاد فرانسوی، دانشگاه استنفورد، نویسنده مشترک کتاب Découverte et Création، پرکاربردترین کتاب درسی برای آموزش زبان فرانسه در ایالات متحده در دهه‌های ۱۹۷۰ و ۱۹۸۰. در سال ۲۰۰۰، هستر م وسسه بین رشته‌ای مطالعات فرانسه را که هم‌اکنون مرکز مطالعات بین رشته‌ای فرانسه - استنفورد است، با بودجه مشترک از وزارت امور خارجه فرانسه راه اندازی کرد.
- جان نلر، استاد انگلیسی-آمریکایی و پنجمین رئیس کالج بروکلین
- فرانسیس لورنس، مربی و محقق آمریکایی متخصص ادبیات فرانسه. درام کلاسیک و شعر باروک، رئیس دانشگاه راتگرز 1990–2002[۱۱]
- آلیس لمیو لوکس، نویسنده کانادایی-آمریکایی
- ملکه ماسنته لسوتو (۲۰۱۸)
- احمد کامیابی مسک، ادیب، نویسنده، مترجم، ناشر و استاد برجسته درام و تئاتر مدرن دانشکده هنرهای زیبا دانشگاه تهران
- آلفرد نوئو، مورخ مطالعات عاشقانه اتریشی
- مایکل دی. اوتس، دکترای تخصصی، استاد زبانهای مدرن (فرانسوی) در دانشگاه آیووا شمالی.
- زئوس سالازار، مورخ فیلیپینی
- لئوپولد سدار سنگور،[۶] شاعر سنگالی، نظریه‌پرداز نگریتود، اولین رئیس‌جمهور سنگال (۱۹۸۰–۶۰) و اولین آفریقایی که به عنوان عضوی از آکادمی فرانسه انتخاب شد.
- علی اکبر سیاسی، روشنفکر و روان‌شناس ایرانی که به عنوان وزیر خارجه این کشور، وزیر آموزش و پرورش و رئیس دانشگاه تهران فعالیت می‌کرد.
- لوسیجان ماریا اوکرجانس، آهنگساز، رهبر ارکستر، پیانیست و موسیقی‌شناس اسلوونیایی
- جواد طباطبایی، فیلسوف و دانشمند سیاسی ایرانی، استاد و معاون دانشکده حقوق و علوم سیاسی دانشگاه تهران[۱۲]
- بادی ونتورث، معاون وزیر آموزش و پرورش نامیبیا، به دلیل مشارکت‌های خود در مبارزات استقلال نامیبیا[۱۳]
- برایان زاگر، مدیر آکادمی لافایت، بنیانگذار اولین برنامه زبان فرانسه دو زبان مدرسه راهنمایی در منهتن
- آندره زیتولو، شیمی‌دان و شیمی‌دان ایتالیایی
- گنجار کورنیا، آکادمیسین اندونزیایی، رئیس دانشگاه پاجاراجان (۲۰۰۷–۲۰۱۵)، وابسته آموزشی و فرهنگی سفارت اندونزی، پاریس